# Marmorofusus
Marmorofusus is een geslacht van weekdieren uit de klasse van de Gastropoda (slakken).

## Soorten
- Marmorofusus akitai (Kuroda & Habe, 1961)
- Marmorofusus bishopi (Petuch & Berschauer, 2017)
- Marmorofusus brenchleyi (Baird, 1873)
- Marmorofusus brianoi (Bozzetti, 2006)
- Marmorofusus hedleyi M. A. Snyder & W. G. Lyons, 2014
- Marmorofusus leptorhynchus (Tapparone Canefri, 1875)
- Marmorofusus matteus M. A. Snyder & W. G. Lyons, 2014
- Marmorofusus michaelrogersi (Goodwin, 2001)
- Marmorofusus natalensis M. A. Snyder & W. G. Lyons, 2014
- Marmorofusus nicobaricus (Röding, 1798)
- Marmorofusus nigrirostratus (E. A. Smith, 1879)
- Marmorofusus oblitus (Reeve, 1847)
- Marmorofusus philippii (Jonas, 1846)
- Marmorofusus polygonoides (Lamarck, 1822)
- Marmorofusus tuberculatus (Lamarck, 1822)
- Marmorofusus tuberosus (Reeve, 1847)
- Marmorofusus undulatus (Gmelin, 1791)
- Marmorofusus verbinneni (M. A. Snyder, 2006)
- Marmorofusus vercoi (M. A. Snyder, 2004)
- Marmorofusus verrucosus (Gmelin, 1791)
- Marmorofusus wellsi (M. A. Snyder, 2004)